# Catchy Tunes
Catchy Tunes este o casă de înregistrări care își desfășoară activitatea în Suedia. Ea este responsabilă pentru lansarea și promovarea unor artiști noi precum September sau Crazy Frog.